# Jean II de Bueil
Pour les autres membres de la famille, voir Famille de Bueil.
Pour les articles homonymes, voir Jean de Bueil et Bueil.
Jean II de Bueil (vers 1320? - ~1366) (Jean II dans la généalogie traditionnelle ; Jean (III) dans la généalogie des Bueil rénovée par R. C. Famiglietti), chevalier, seigneur de Bueil et de la Marchère.

## Prédécesseurs
Jean II était très vraisemblablement le fils de Jean Ier de Bueil — Jean (II) dans la généalogie rénovée, né vers 1300, présenté traditionnellement mais sans preuves comme l'époux de Marie, fille d'Imbert de Chourses de Malicorne et de Jeanne d'Uzages — qui était écuyer d'honneur du roi Charles IV en 1321, chevalier quand il donna quittance, le 3 septembre 1345, au comte de Blois Louis Ier, de 9 livres pour ses gages et pour ceux des deux écuyers qui avaient servi avec lui pendant neuf jours « en cette guerre de Bretagne » et, selon toute probabilité, le « seigneur de Bueil » tué à la bataille de Crécy en 1346 comme le comte Louis Ier de Châtillon-Blois. 
Jean Ier (ou II) était sans doute lui-même le fils du Jean (Ier) de « Bueil » dont les biens avaient été mis en la main du roi Philippe le Bel et s'y trouvaient encore en 1299 : ce Jean étant vraisemblablement le Jean de « Bueule », chevalier, qui, après avoir porté plainte contre André de Montdoucet, son « seigneur féodal », l'a retirée et, pour cette raison, finit par être obligé de payer une amende de  20 livres en 1299.

## Date de son décès
Jean II de Bueil testa en 1366 et mourut avant le 24 novembre 1366, date du contrat de mariage de sa fille Marguerite (voir plus loin).

## Son épouse et la maison d'Avoir
Jean II épousa Jeanne d'Avoir (née vers 1323 ?), fille d'Hardouin Ier d'Avoir sire de Château-Fromont et de Marguerite Trousseau, celle-ci fille de Pierre Ier Trousseau, † ~1340, seigneur de Launay-Trousseau (aujourd'hui Launay, commune de Lublé, Indre-et-Loire), de Chasteaux (auj. Château-la-Vallière, Indre-et-Loire), etc., et de sa première femme qui nous reste inconnue contrairement à la seconde, la capétienne Isabelle de Dreux-Beu, mère de Pierre II Trousseau. Jeanne d'Avoir avait deux frères (Hardouin II et Pierre d'Avoir de Châteaufromont) et une sœur (Philippe d'Avoir — prénom alors épicène — qui épousa 1} Geoffroy Le Brun  : d'où Pierre Le Brun et Jeanne La Brune ; et 2} Morelet de Wissant, conseiller du duc Louis d'Anjou).
Pierre d'Avoir, frère de Jeanne, l'officier le plus important de Louis Ier duc d'Anjou, comte de Provence et du Maine, prétendant au royaume de Sicile-Naples et de Jérusalem, frère cadet du roi Charles V, prit soin de faciliter les carrières de ses neveux de Bueil. En août 1375, « quand il déposa comme témoin dans une enquête, Pierre d'Avoir disait qu'il avait cinquante ans ». 
Jeanne d'Avoir survécut à son mari. En 1372, le pape Grégoire XI lui accorda l'autorisation d'avoir un autel portable, de faire célébrer la messe et d'autres divina officia dans les lieux frappés d'interdit et de faire célébrer la messe avant l'aube. Le pape la dénomme « Jeanne, dame du lieu de Bueil, du diocèse d'Angers ».

## Enfants deJeanIIde Bueilet de Jeanne d'Avoir
- Jean III (Jean (IV) dans la généalogie rénovée), † 1405, seigneur de Bueil, qui en 1390 qualifie feu Pierre d'Avoir de son « très cher seigneur et oncle »[8]. On trouve dans le « Martyrologe-obituaire » de Saint-Julien de Tours, rédigé en 1469, que Jean de Bueil, du consentement de ses frères (fratrum suorum) « Ardoin », évêque d'Angers, Pierre, chevalier, et Guillaume, écuyer, donna 20 livres tournois à l'église pour la célébration d'une messe chaque année pour le salut de leurs âmes[9]. Le « Martyrologe-obituaire » ne donne pas la date de ce don.
- Pierre de Bueil, cité jusqu'en 1413, seigneur du Bois « dans la paroisse de Neuvy » (Neuvy-le-Roi, Indre-et-Loire), de La Motte de Sonzay, des Roches de Sougé et des Bas-Châtelliers[10], chambellan de Charles VI, chambellan et maréchal du duc d'Anjou Louis Ier (oncle de Charles VI), chambellan et maréchal de Louis Ier duc de Touraine puis d'Orléans (frère cadet de Charles VI), bailli de Touraine en 1392-1411 et 1413 ; mari de Marguerite de Chaussée (ou de Chausse ; ses armes sont différentes de celles des familles de (La) Chaussée connues), d'où Marie de Bueil dame du Bois/du Boys (fl. 1400, 1431 ; x 1° Hardouin de Fontaines, † 1399, sire de Fontaine-Guérin, de L'Isle sur le Loir, de La Roche de Vaas et de La Roche-au-Moion/-au-Moyen en Touraine, auteur du Trésor de Vènerie en 1394 : postérité évoquée ci-après ; et 2° vers 1405/1407 Jean de Châteaubriant de Chalain et des Roches-Baritaut)[11]
  - (du 1°) Jean de Fontaines, † 1423, x Jeanne Aménard dame de Bouillé-Aménard, d'où < René de Fontaines, x Jeanne de Vendôme du Lude et de Segré (les Vendôme de Segré et du Lude sont issus de Bouchard, fils cadet du comte Bouchard VI ; veuve, Jeanne se remaria, avec postérité, avec François II de Montbron prince de Mortagne, vicomte d'Aunay, baron de Matha et de Maulévrier, petit-fils du maréchal Jacques), d'où : 
    - Renée de Fontaines dame de Fontaine-Guérin, La Motte de Sonzay, Vouvray-sur-Loir, des Roches de Sougé, de la Roche de Vaas, de L'Isle-sur-Loir, x1443 Jean (de) Daillon du Lude : < leur fille Renée Daillon porte ces fiefs à ses deux maris Alain de La Motte vice-amiral de Bretagne (fl. 1472, 1492), puis vers 1496 Antoine de Loubes (fl. jusqu'en 1507)
    - Louise de Fontaines, x 1° Bertrand de Beauvau, † 1458, seigneur de Saint-Laurent-des-Mortiers, fils cadet de Bertrand ; et 2° 1458 Jacques bâtard de Bueil, fils naturel de Louis III de Bueil, lui-même fils cadet de Jean IV de Bueil < du 2°, la suite des seigneuries qu'on vient d'évoquer ; le poète Racan appartient à cette branche des Bueil.
- Hardouin de Bueil, évêque d'Angers en 1374 († 18 janvier 1439 n.st.), sire de Chasteaux en 1398 par achat à son oncle Pierre II Trousseau, de Vaujoyeux/Vaujours (au moins depuis 1401), de St-Christophe (au moins depuis 1433), de Lain et des dîmes de Vouvray (au moins depuis 1423), aussi de Brion et Vau de Moliherne[12]. Son héritage passera à la descendance de son frère Jean III.
- Guillaume de Bueil, qualifié en 1410 d'oncle du Jean de Bueil qui était alors seigneur de Bueil[13], † 1415 à Azincourt, maître des Eaux et Forêts de Touraine, capitaine du château de Tours ; époux de Jeanne de Fontaines, d'où un fils, Guillaume de Bueil.
- Marguerite de Bueil, † < 1408, qui épousa Jean de Brézé de La Varenne, † 1407. Leur contrat de mariage fut conclu, le 24 novembre 1366, par Geoffroy de Brézé, père de Jean, et par Pierre d'Avoir. On y dit que le père de Marguerite, « Jehan de Bueil, sire de la Marchere », n'est plus en vie et qu'elle est « niepce » dudit Pierre d'Avoir[14].
- Marie de Bueil, qui épousa Baudouin sire de Crénon et Vaslon (Crannes et Vallon) et de Brouassin, † 8 octobre 1393. Ceux-ci n'eurent des petits-enfants que par leur fille, Ambroise de Crénon, Vallon et Brouassin, épouse de Jean III de Champagne († 13 janvier 1437), dont le premier-né, Jean IV de Champagne (-Parcé ou en Anjou), naquit à Angers le 29 avril 1384[15], épousa en avril 1430 Marie fille de Guillaume VII de Sillé, et vit nombre de ses frères cadets mourir à la bataille de Verneuil en août 1424[16].